# Serjania paludosa
Serjania paludosa är en kinesträdsväxtart som beskrevs av Jacques Cambessèdes. Serjania paludosa ingår i släktet Serjania och familjen kinesträdsväxter. Inga underarter finns listade i Catalogue of Life.